# Toei Bus
Toei Bus (都営バス, Toei Basu) est le nom du réseau d'autobus exploité par le Bureau des Transports de la Métropole de Tokyo. Il dessert les arrondissements spéciaux de Tokyo ainsi que la ville d'Ōme.

## Histoire
Le nom « Toei » vient du fait que c'est le gouvernement métropolitain (to) qui gère (ei) le réseau.

## Exploitation
Les véhicules du réseau sont remisés dans 19 dépôts, tous identifiés par une lettre.
- Centre d'exploitation de Shinagawa 品川自動車営業所 (A)
  - Annexe de Kōnan 港南支所 (Y)
- Centre d'exploitation de Shibuya 渋谷自動車営業所 (B)
  - Annexe de Shinjuku 新宿支所 (C)
- Centre d'exploitation d'Otakibashi 小滝橋自動車営業所 (E)
  - Annexe de Suginami 杉並支所 (D)
- Centre d'exploitation de Waseda 早稲田自動車営業所 (T)
  - Annexe d'Ōme 青梅支所 (W)
- Centre d'exploitation de Sugamo 巣鴨自動車営業所 (P)
- Centre d'exploitation de Kita 北自動車営業所 (N)
  - Annexe de Nerima 練馬支所 (F)
- Centre d'exploitation de Senju 千住自動車営業所 (H)
- Centre d'exploitation de Minami-Senju 南千住自動車営業所 (K)
  - Annexe d'Aoto 青戸支所 (Z)
- Centre d'exploitation de Kōtō 江東自動車営業所 (L)
- Centre d'exploitation d'Edogawa 江戸川自動車営業所 (V)
  - Annexe de Rinkai 臨海支所 (R)
- Centre d'exploitation de Fukagawa 深川自動車営業所 (S)
- Centre d'exploitation d'Ariake 有明自動車営業所 (J)